# John Herzfeld
Pour les articles homonymes, voir Herzfeld.
John Herzfeld est un scénariste, réalisateur, acteur et producteur.

## Filmographie

### Comme scénariste
- 1979 : Silence... mon amour (Voices)
- 1980 : ABC Afterschool Specials (TV)
- 1981 : Splendor in the Grass (TV)
- 1982 : Les jeunes adultes
- 1983 : Second Chance (Two of a Kind)
- 1984 : The Last Winter
- 1985 : Ha-Kala
- 1987 : On Fire (TV)
- 1987 : Daddy (TV)
- 1989 : The Ryan White Story (TV)
- 1989 : The Preppie Murder (en) (TV)
- 1990 : Doctor Doctor (TV)
- 1993 : L'Affaire Amy Fisher : Désignée coupable (TV)
- 1993 : Un amour à haut risque (TV)
- 1996 : Deux Jours à Los Angeles
- 2001 : 15 Minutes
- 2004 - 2006 : Dr Vegas (TV)
- 2008 : SIS: Unité d'élite (TV)
- 2010 : Making of 'The Expendables'
- 2014 : Bad Luck

### Comme réalisateur
- 1980 - 1981 : ABC Afterschool Specials (TV)
- 1983 : Second Chance (Two of a Kind)
- 1985 - 1986 : The Paper Chase (TV)
- 1987 : Daddy (TV)
- 1988 : Das Rattennest (TV)
- 1989 : The Ryan White Story (TV)
- 1989 : The Preppie Murder (en) (TV)
- 1992 : The Fifth Corner (TV)
- 1993 : L'Affaire Amy Fisher : Désignée coupable (TV)
- 1993 : Un amour à haut risque (TV)
- 1995 : Les contes de la crypte (TV)
- 1996 : Deux Jours à Los Angeles
- 1997 : Don King: Only in America (TV)
- 2001 : 15 Minutes
- 2003 : Bill Stanton Project (TV)
- 2004 - 2006: Dr Vegas (TV)
- 2007 : Kill Bobby Z
- 2008 : SIS: Unité d'élite (TV)
- 2010 : Making of 'The Expendables'
- 2014 : Bad Luck
- 2019 : Évasion 3 : The Extractors (Escape Plan: The Extractors)

### Comme acteur
- 1972 : Lieutenant Schuster's Wife (TV)
- 1974 : Un justicier dans la ville
- 1976 : Cannonball!
- 1976 : Baretta (TV)
- 1978 : Youngblood
- 1978 : Starsky et Hutch (TV) (episode 12: Un cas difficile): Nick Starsky
- 1979 : Some Kind of Miracle (TV)
- 1980 : Rumeurs de guerre (en) (TV)
- 1980 : ABC Afterschool Specials (TV)
- 1982 : Victims (TV)
- 1985 : The Paper Chase (TV)
- 1986 : Shattered Spirits (TV)
- 1986 : Cobra
- 1987 : On Fire (TV)
- 1989 : The Ryan White Story (TV)
- 1993 : Un amour à haut risque (TV)

### Comme producteur
- 1993 : L'Affaire Amy Fisher : Désignée coupable (TV)
- 2001 : Destiny (TV)
- 2001 : 15 Minutes
- 2002 : Au cœur des flammes (TV)
- 2004 : Dr Vegas (TV)
- 2008 : SIS: Unité d'élite (TV)
- 2013 : Bad Luck de John Herzfeld (coproducteur)